# 王桓
王桓（1323年—1387年），字彥貞，慈谿人。宅后王氏之祖。
早年師從趙寶峰，里人有不平之事，事无大小，咸取决于王桓，人稱“明白先生”。洪武四年（1371年），因博古通经被推荐到朝廷，朱元璋召见他，问：“先生处乡里，好恶何如﹖”王桓引《论语》之語曰：“臣处乡里，善者好之，不善者恶之。”，朱元璋很滿意，稱他“老学士”，与尚书魏杞山、钱惟明、学士宋景濂讲论治道，一年後，授国子学正，知河南卢氏县，“教耕劝织，相语如家人父子”，有兄弟互告對方，王桓好多日罚自己站着审案，兄弟遂知錯和好。又曾任费县儒学训导。洪武十二年（1379年），致仕退休。因为其重视教育，王氏家族亦为当地望族，史称“宅后王氏”。著有《明白先生集》。有子王尹和娶张云航之女為妻。